# Ernst Hüther
Ernst Hüther (Pößneck, 26 juni 1880 – Saalfeld, 8 augustus 1944) was een Duits industrieel en zakenman. Hij was eigenaar van Mauxion, voor de Tweede Wereldoorlog de grootste Duitse chocoladefabriek.

## Levensloop

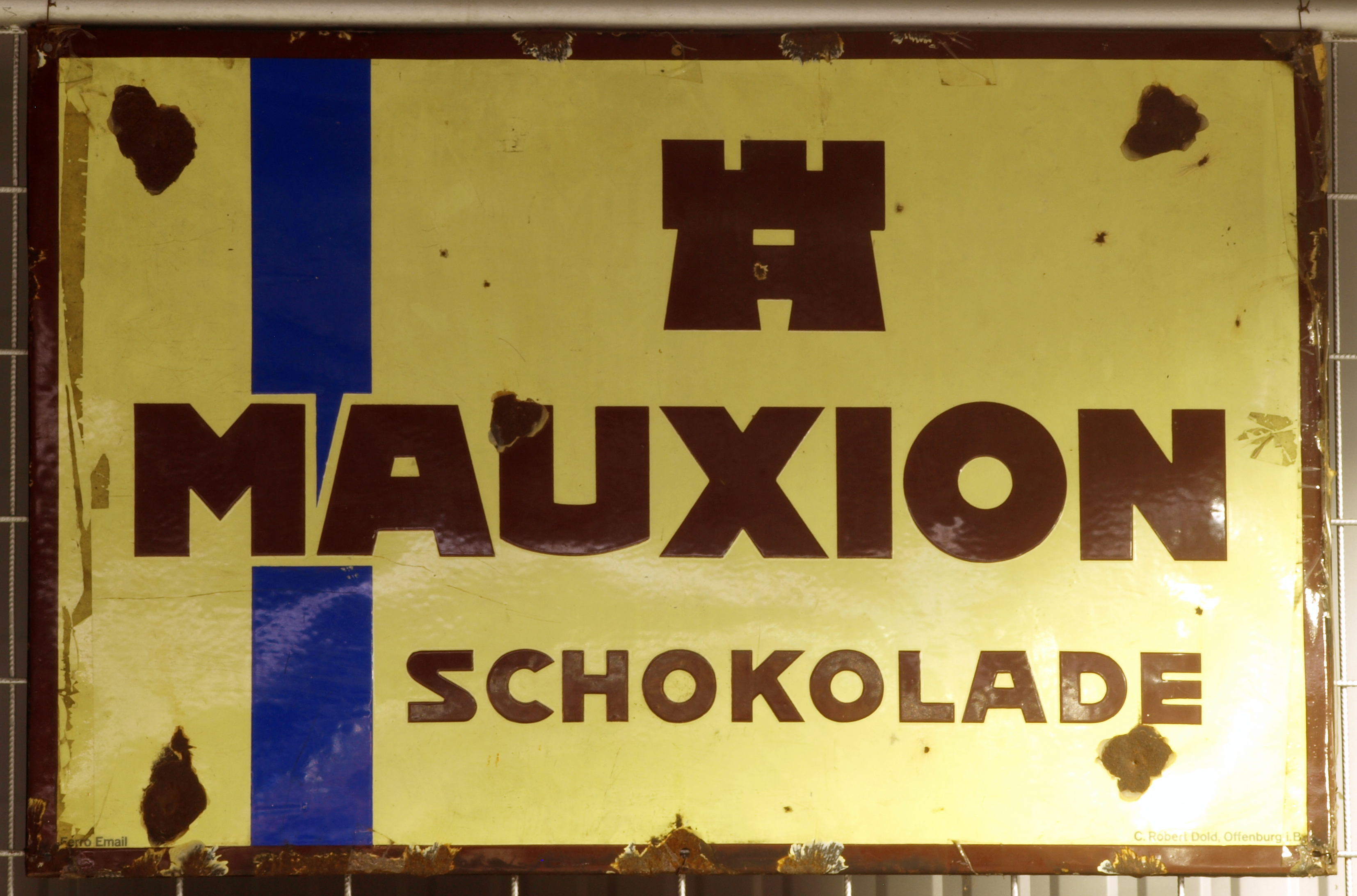
Reclamebord met het torentje, samengesteld uit de letters E en H (de initialen van Ernst Hüther)

Hüther bezocht tussen 1886 en 1894 de school in Pößneck en volgde aldaar tussen 1894 en 1897 een opleiding tot zakenman in de chocoladefabriek van Robert Berger. Tussen 1898 en 1900 werkte hij in de koekjesfabriek Stratmann & Meyer in Bielefeld en diende tussen 1900-1902 bij de marine in Kiel. Tussen 1902 en 1909 was hij vertegenwoordiger van verschillende banketbakkers in Berlijn voordat hij in 1909 het bedrijf Falter GmbH in Berlijn oprichtte. In 1911 werd hij vennoot in chocoladefabriek Mauxion in Saalfeld/Saale en in 1918 verwierf hij alle aandelen van dit bedrijf. In 1914 meldde hij zich bij het leger, in 1924 werd hij geëerd met een eredoctoraat van de Universiteit van Erlangen.
De chocoladefabriek werd de grootste van heel Duitsland. Na de Tweede Wereldoorlog werden de nakomelingen door de communisten onteigend. Ze vluchtten naar West-Duitsland en vestigden zich respectievelijk in Garmisch-Partenkirchen en het Rijnland. Onteigend werden de fabriek (die sinds 1954 Rotstern heette) en de villa Bergfried gebouwd in 1924 door architect Max Hans Kühne.

## Bezittingen in Saalfeld/Saale
Hüther bezat onder andere de volgende huizen in Saalfeld:
- Obere Straße 17
- Dr.-Wilhelm-Külz-Straße 3
- Slot Wetzelstein
- Hotel Roter Hirsch
- Herberg Das Loch
- Sagittariusstraße 1
- Villa Bergfried

## Afbeeldingen

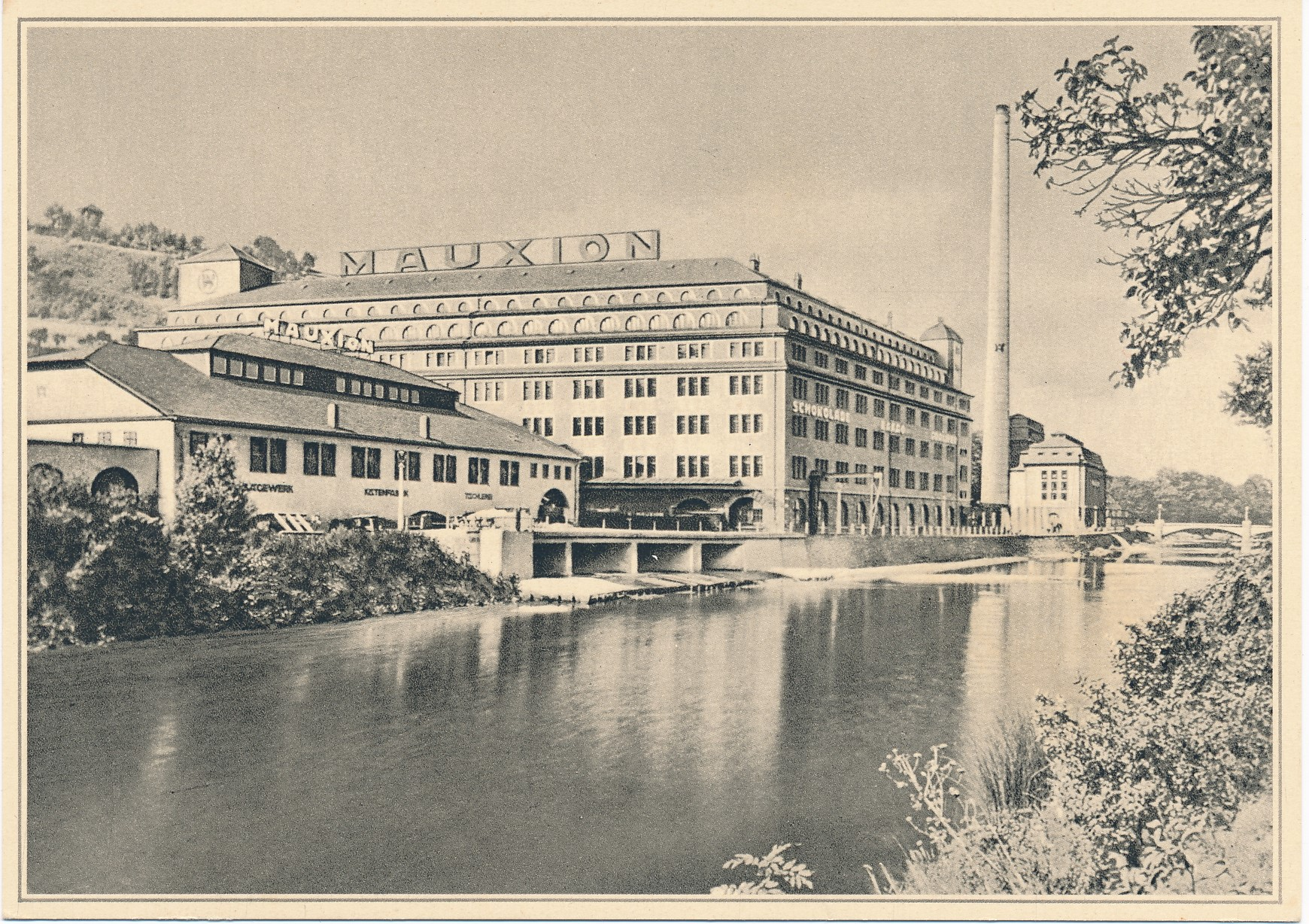
Chocoladefabriek Mauxion (1930)
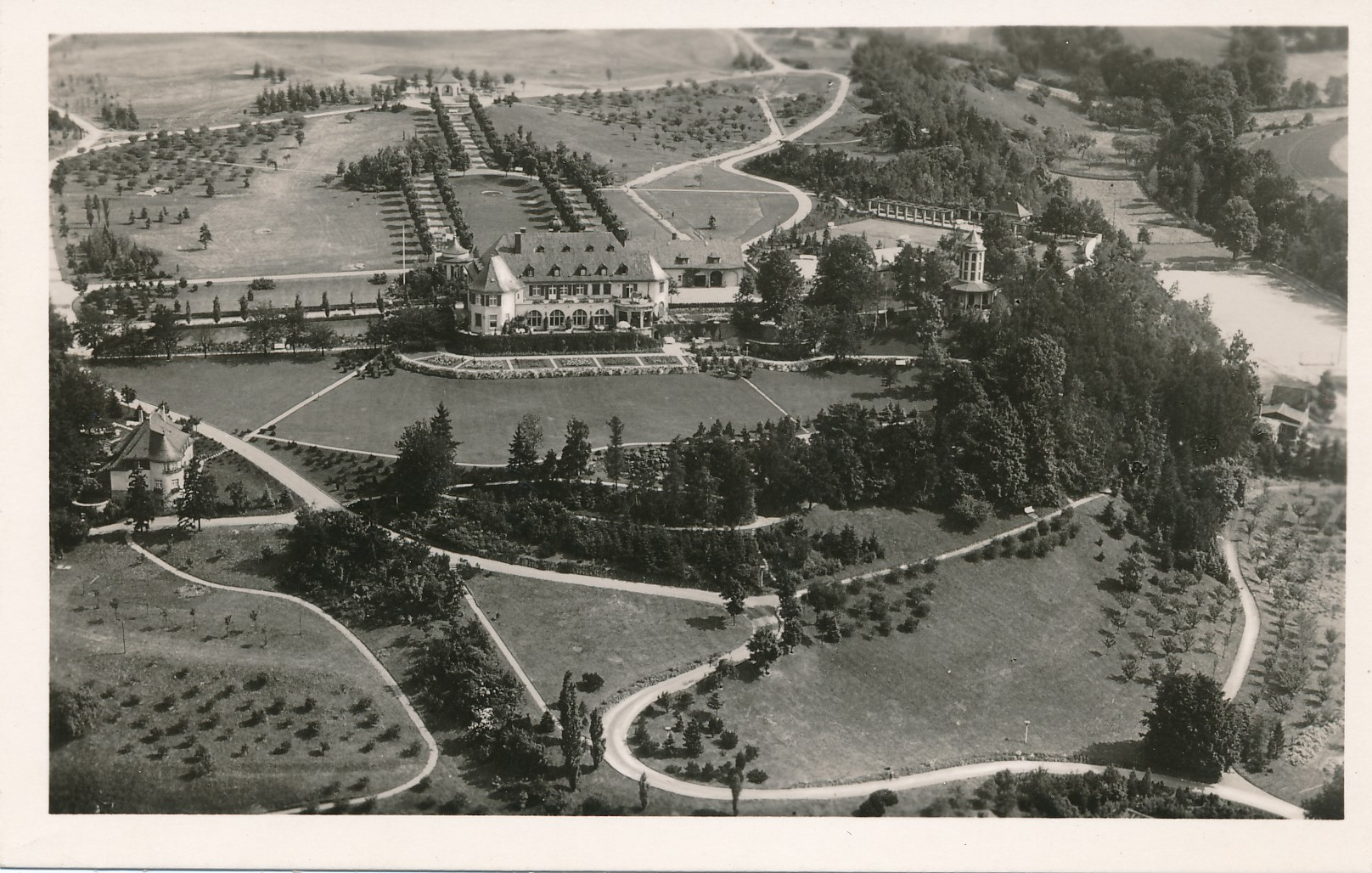
Park en villa Bergfried (1941)

- Gemeinsame Normdatei: 131869531
- International Standard Name Identifier: 0000 0000 1984 6648
- Virtual International Authority File: 70074626